# Cancellara
Cancellara är en ort och kommun i provinsen Potenza i regionen Basilicata i Italien. Kommunen hade 1 276 invånare (2017).